# Ȩ̂
Cette page contient des caractères spéciaux ou non latins. S’ils s’affichent mal (▯, ?, etc.), consultez la page d’aide Unicode.
Ȩ̂ (minuscule : ȩ̂), appelé E accent circonflexe cédille, est un graphème utilisé dans l’écriture de certaines langues camerounaises dont le mundani et le pana. Il s’agit de la lettre E diacritée d’un accent circonflexe et d’une cédille.

## Utilisation
En langues camerounaises suivant l’Alphabet général des langues camerounaises, ‹ ȩ › représente un E nasalisé et l’accent circonflexe indique le ton tombant. Il ne s’agit d’une lettre à part entière, et elle placée avec le E sans accent ou avec un autre accent dans l’ordre alphabétique.

## Représentations informatiques
Le E accent circonflexe cédille peut être représenté avec les caractères Unicode suivants :
- composé et normalisé NFC (latin étendu B, diacritiques) :

| formes    | représentations | chaînes de caractères | points de code | descriptions                                                     |
| --------- | --------------- | --------------------- | -------------- | ---------------------------------------------------------------- |
| capitale  | Ȩ̂               | Ȩ◌̂                    | U+0228 U+0302  | lettre majuscule latine e cédille diacritique accent circonflexe |
| minuscule | ȩ̂               | ȩ◌̂                    | U+0229 U+0302  | lettre minuscule latine e cédille diacritique accent circonflexe |

- décomposé et normalisé NFD (latin de base, diacritiques) :

| formes    | représentations | chaînes de caractères | points de code       | descriptions                                                                 |
| --------- | --------------- | --------------------- | -------------------- | ---------------------------------------------------------------------------- |
| capitale  | Ȩ̂               | E◌̧◌̂                   | U+0045 U+0327 U+0302 | lettre majuscule latine e diacritique cédille diacritique accent circonflexe |
| minuscule | ȩ̂               | e◌̧◌̂                   | U+0065 U+0327 U+0302 | lettre minuscule latine e diacritique cédille diacritique accent circonflexe |

## Sources
- Ibirahim Njoya, Précis d’orthographe pour la langue pana, Yaoundé, Cameroun, Association Camerounaise pour la Traduction de la Bible et l’Alphabétisation, 2010 (lire en ligne [archive du 27 novembre 2010])
- (en) Elizabeth Parker et Mary Annett, Mundani-English Lexicon, 1990 (lire en ligne)